# Première guerre des Barons
Cet article concerne la guerre des barons contre le roi d'Angleterre Jean sans Terre. Pour la guerre des barons contre le roi d'Angleterre Henri III, voir seconde guerre des Barons.
Batailles
- Siège de Douvres
- Siège de Windsor
- Siège de Hertford
- Bataille de Lincoln
- Siège de Rochester
- Bataille de Douvres
- Bataille de Sandwich

La première guerre des Barons est une guerre civile qui frappe le royaume d'Angleterre de 1215 à 1217.

## Histoire

### La défaite des barons
À la suite du refus du roi Jean sans Terre d'appliquer la Magna Carta, quelque 40 des près de 200 baronnies en Angleterre se rebellent contre lui, un nombre similaire se range résolument du côté du roi, la majorité se mettant en retrait, ne voulant pas être entraînée dans le conflit. Le principal avantage de Jean était son réseau de quelque 150 châteaux royaux à travers le pays. Les rebelles sous le commandement de Robert Fitzwalter (en) (Fitz Gauthier) se rassemblent à Northampton sous le nom d'armée de Dieu en mai 1216 et défient formellement le roi en brisant leur foi et hommage.
Les rebelles prennent immédiatement l'initiative et s'emparent du château de Rochester appartenant à Langton mais que ce dernier avait laissé sans véritable garnison. Jean est prêt à la guerre car il avait accumulé suffisamment d'argent pour payer ses mercenaires et s'était assuré du soutien des puissants seigneurs des Marches qui disposaient de leurs propres armées tels que Guillaume le Maréchal et Ranulph de Blondeville. De leur côté, les rebelles manquent d'expérience ou d'équipements dans la guerre de siège pour s'emparer des forteresses royales qui séparent leurs forces dans le Nord et le Sud de l'Angleterre,. 
Le plan du roi est d'isoler les barons rebelles dans Londres, protéger ses propres lignes de communication avec la Flandre d'où venaient beaucoup de ses mercenaires, empêcher une invasion française dans le Sud-Est et mener une guerre d'usure. 
Dans le même temps, Llywelyn profite du chaos pour mener un soulèvement en Galles du Nord contre le traité de 1211.
Les débuts de sa campagne sont victorieux et en novembre, il reprend le château de Rochester défendu par William d'Aubigny. Un chroniqueur rapporte qu'il n'avait jamais vu « un siège si durement mené » tandis que l'historien Reginald Brown le décrit comme « l'une des plus grandes opérations [de siège] de l'époque en Angleterre ». Ayant sécurisé le Sud-Est, Jean divise ses forces et envoie Guillaume de Longue-Épée reprendre l'Est-Anglie tandis que lui-même mène ses forces vers le nord via Nottingham pour s'emparer des possessions des barons. Les deux offensives sont victorieuses et la plupart des derniers rebelles sont isolés dans Londres.

### L'entrée en lice du fils du roi de France
En janvier 1216, Jean marche contre Alexandre II d'Écosse qui s'est allié aux insurgés. Les troupes anglaises progressent rapidement et atteignent Édimbourg au bout d'une campagne de dix jours.
Plusieurs barons anglais offrent alors la couronne au prince français Louis dit « le Lion » (le futur Louis VIII). Il est en effet l'époux de Blanche de Castille, petite-fille de feu le roi Henri II d'Angleterre et le conflit entre Capétiens et Plantagenêt perdure depuis 1159. Acceptant cette demande, Louis envoie un premier contingent de 120 chevaliers en Angleterre en décembre 1215, puis 240 chevaliers et un nombre similaires de fantassins en janvier 1216 sous le commandement de Gauthier II de Nemours. Sans soutien officiel de son père Philippe II, il débarque sur l'île de Thanet sans résistance avec une armée de 1 200 chevaliers secondé par les rebelles anglais, après avoir essuyé une tempête le 21 mai. Il s'agit de la seule invasion armée qui ait eu lieu en Angleterre depuis Guillaume le Conquérant 150 ans auparavant. Le légat du Saint-Siège en Angleterre excommunie le prince et ses partisans car Jean Sans Terre s'est proclamé vassal de celui-ci.
Il arrive à Londres aux mains des rebelles le 2 juin 1216. Le jour même, à la cathédrale Saint-Paul de Londres, il se fait proclamer,, roi d'Angleterre sous le nom de Louis Ier (mais pas couronner car il n'y a pas d’archevêque disponible pour effectuer l'onction) devant les barons qui lui jurent fidélité, Alexandre II d'Écosse et les bourgeois de Londres. Il capture Winchester le 14 juin et prend rapidement le contrôle du tiers sud-est et nord-est du pays sauf Douvres. À la fin de l'été, les deux-tiers du baronnage se déclarent en faveur de Louis.

### Riposte et mort de Jean sans Terre

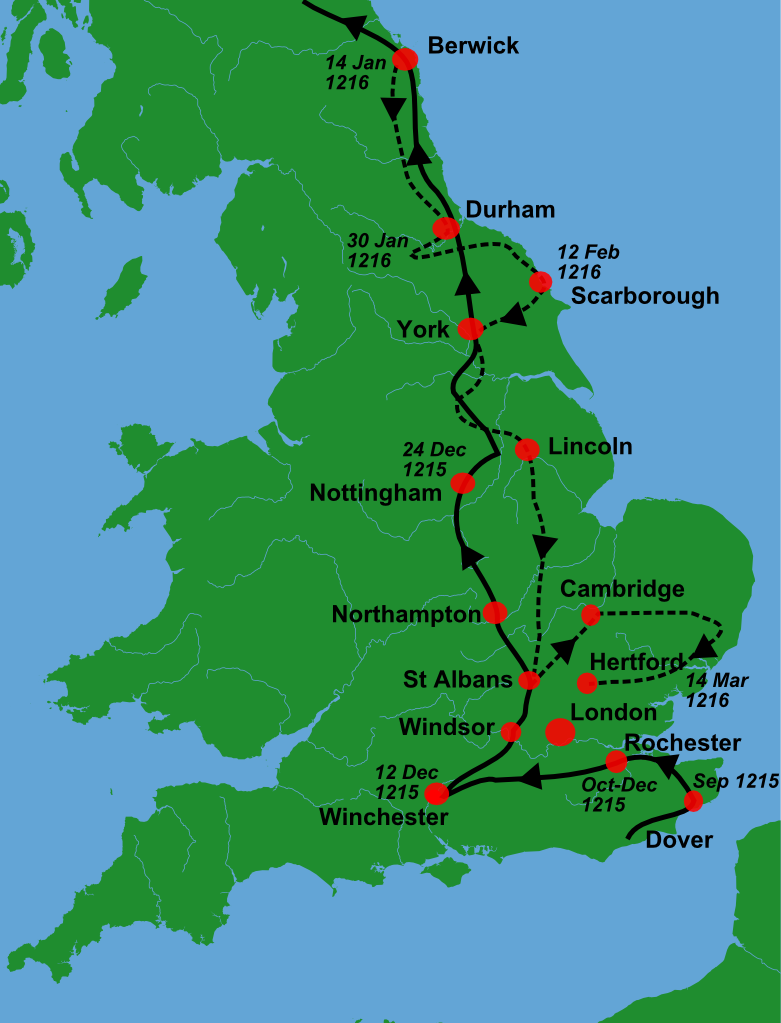
Campagne de Jean entre septembre 1215 et mars 1216

Le roi Jean sans Terre utilise le château de Corfe sur la côte sud-ouest de l'Angleterre comme quartier-général pendant cette période.
En septembre 1216, Jean lance une nouvelle offensive depuis les Cotswolds et, feignant de secourir le château de Windsor assiégé, attaque vers Cambridge pour isoler les forces rebelles du Lincolnshire et d'Est-Anglie,. Il poursuit vers l'est pour lever le siège de Lincoln et arrive sur la côte à Lynn probablement pour obtenir des renforts du continent. Alors qu'il se trouve dans cette ville, il contracte la dysenterie. Dans le même temps, Alexandre II attaque à nouveau le Nord de l'Angleterre et s'empare de Carlisle en août avant de progresser vers le sud,,. Alors que la situation du roi anglais est de plus en plus difficile, les rebelles commencent à se diviser en raison de tensions entre Louis et les barons ; plusieurs d'entre eux dont le fils de Guillaume le Maréchal et Guillaume de Longue-Épée, font défection et rejoignent Jean,.
Le roi avance vers l'ouest mais une grande partie de son ravitaillement semble perdu en route. Le chroniqueur Roger de Wendover suggère notamment que les biens royaux dont les Joyaux de la Couronne, sont perdus dans les sables mouvants lors de la traversée d'un des estuaires du Wash. Les détails de l'incident varient considérablement selon les récits et son emplacement exact n'a jamais été déterminé ; il est possible que seuls quelques chevaux de bât aient été perdus,. Les historiens modernes estiment qu'en octobre 1216, Jean se trouvait dans une impasse,.
La maladie du roi s'aggrave et il est incapable d'aller plus loin que le château de Newark. Il meurt dans la nuit du 18 octobre,. De nombreux témoignages, probablement inventés, commencent rapidement à circuler et suggèrent que Jean avait été tué par de la bière ou des prunes empoisonnées voire par un « excès de pêches ».
Son décès change la donne : les barons rebelles n'ont plus de raison de soutenir un prince aussi énergique que Louis qui assiégeait alors Douvres, et ils rallient le fils de Jean, le jeune Henri III, alors âgé de 9 ans.

### Echec  de Louis de France
Louis continue la guerre, mais il est battu sur mer à la bataille de Douvres début 1217, puis sur terre à Lincoln le 20 mai 1217, puis à nouveau sur mer le 24 août à la bataille de Sandwich, qui voit l'anéantissement des renforts que lui envoyait son épouse Blanche de Castille.
Le 11 septembre 1217, bloqué à Londres, Louis signe le traité de Lambeth, par lequel il renonce à ses prétentions sur le trône anglais contre une importante somme, soit 10 000 marcs, et obtient l'amnistie ainsi que la levée de l'excommunication de ses partisans. Finalement, les Français avaient réussi à tenir la Manche pendant quinze mois (de mai 1216 à août 1217) en réussissant à faire passer 7 000 combattants en Angleterre.